# Tore Wretman

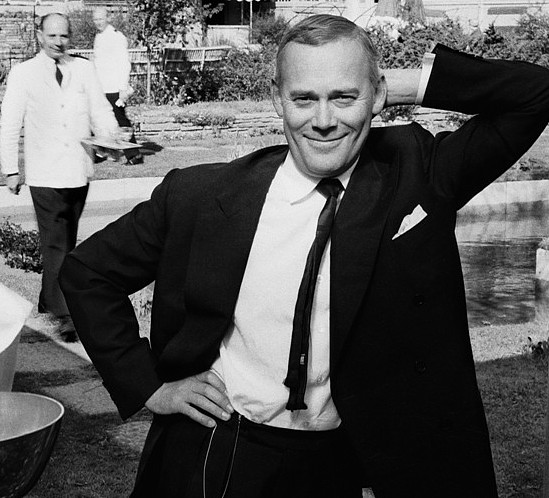
Tore Wretman

Tore Fredrik Wretman (* 7. Mai 1916 in Lidingö, Stockholms län; † 13. Februar 2003 in Stockholm;) wohnhaft in Mougins, Provence, war ein schwedischer Gastronom.
Wretman war Mitbegründer der Gastronomiska akademien und Inhaber des Tellers Nummer 9. Er wurde 1962 zum Ehrendoktor der Philosophie und im Jahr 2000 zum professors namn ernannt. Er setzte sich besonders für die Erneuerung der schwedischen Küche ein.

## Biografie
Wretman war der Sohn des Schriftstellers Harald Wretman und der Helga Nordström und der Neffe der Schriftstellerin Tora Nordström-Bonier.
1932 trat Wretman als 16-Jähriger eine Lehre als Koch im Hotel Continental in Stockholm an. Im folgenden Jahr arbeitete er als Bargehilfe an der Bar des Operakällare. Zu dieser Zeit lernte er den Weinhändler Fredrik König kennen, der ihm 1933 eine Anstellung im Maxim’s in Paris verschaffte. Dort erlernte er unter dem Küchenchef Louis Barth und dem Restaurantchef Albert Blaser die Grundlagen der französischen Küche. Er arbeitete als Commis Saucier, Poissonnier und nach ein paar Jahren als Trancheur im Speisesaal.
1937 arbeitete Wretman als Barmeister im Restaurant Soleil de Minuit im Schwedischen Pavillon an der Weltfachausstellung in Paris, wo er Bekanntschaft mit Sara Reuterskiöld machte, die ihn als Küchenchef für ihr neueröffnetes Restaurant Regenbågen engagierte. Die Anstellung war nur von kurzer Dauer, da Wretman ab Ende 1937 seine Wehrpflicht in der Svea Livgarde ableistete.
Nach der Wehrpflicht verbrachte Wretman einige Jahre in den USA. 1942 heuerte er auf dem finnischen Frachtschiff Winha an, um über das neutrale Finnland nach Schweden zurückzukehren. Das Schiff wurde allerdings nördlich von Island von der britischen Streitkräften geentert und nach Kirkwall auf den Orkneyinseln gebracht. Von dort aus wurde Wretman in ein Auffanglager in London gebracht und anschließend wieder auf freien Fuß gesetzt. Aufgrund des Krieges war es ihm aber nicht möglich nach Schweden zurückzukehren. Bis zu seiner Rückkehr nach Schweden 1943 arbeitete er in Großbritannien als Rezeptionist in einem Hotel.
Von 1943 bis 1944 arbeitete Wretman im Operakällaren als Restaurantleiter. 1945 kaufte er als 29-Jähriger das Restaurant Riche an der Birger Jarlsgatan. Das Lokal war heruntergekommen und Wretman führte diverse Umbauten durch. Das Lokal wurde aufgeteilt und erhielt einen weiteren Eingang an der Nybogatan, wo ein neues Restaurant entstand, das Teatergrillen. Das Restaurant wurde schnell zu einem der populärsten Lokale Stockholms.

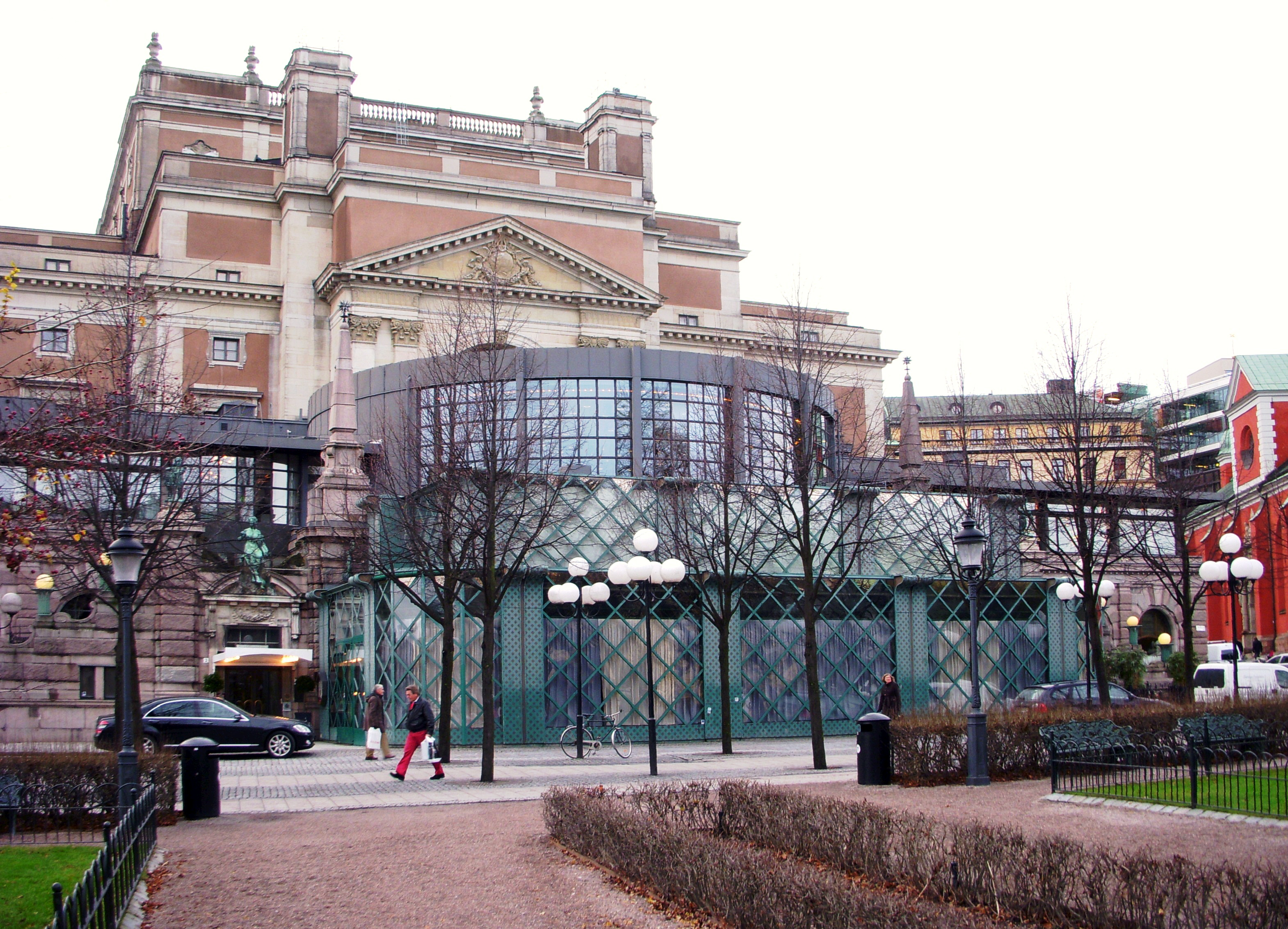
Operakällaren 2009

Fünf Jahre später übernahm Wretman das Stallmästaregården das er mit großen Veränderungen zu einem der besten Häusern Schwedens machte. 1955 übernahm Wretman auch das Operakällaren. Nach umfassenden Renovierungs- und Umbauarbeiten wurde der Betrieb 1961, mit Werner Vögeli als Küchenchef, eröffnet. Auch das Operakällaren wurde schnell zu einem der führenden Restaurants in Schweden.

## Familie
Wretman war in erster Ehe von 1945 bis 1953 mit der Schauspielerin Lillebil Kjellén verheiratet. Dieser Ehe entstammen seine Töchter Ann-Sofie und Charlotta. Ein zweites Mal war Tore Wretman mit der Schauspielerin Meg Westergren werheiratet. Mit ihr hatte er zwei Söhne, Fredrik Wretman und Malin Wretman Krüll. Die Ehe dauerte von 1953 bis 1971. Von 1971 an war Wretman mit der Flugbegleiterin Ewa Wilkmar verheiratet, mit der er zwei weitere Söhne, Johan und Filip, hatte.

## Verdienste
Tore Wretman spielte in der Öffentlichkeit durch seinen Einsatz für die Schwedische Küche eine große Rolle. Ab 1950 gestaltete er zusammen mit Folke Olhagen die Radiosendung Novisen vid spisen (Novizen am Herd). Die Zusammenarbeit wurde später auch im Fernsehen fortgeführt. Die Sendungen hatten eine große Bedeutung bei der Etablierung der gehobenen Schwedischen Gastronomie und nicht zuletzt konnte Wretman sehr viele Männer, die sich bis anhin nicht besonders für die Küche interessierten, für die Kochkunst begeistern.
Mit seinem Gespür für die Gastronomie im Allgemeinen, seiner Ausbildung in der Französischen Küche und seinem Interesse an der Schwedischen Hausmannskost führte er die bis dahin eher ambitionslose Schwedische Küche zu einem mehr kontinentalen, mitteleuropäischen Niveau.
Etliche Zutaten, Zubereitungsarten und Rezepte tragen seine Signatur. Er ließ das schwedische Smörgåsbord wiederaufleben und führte neue Lebensmittel und Zutaten wie Avocado und Grüner Pfeffer in die Schwedische Küche ein.

## Ehrungen
Wretman wurde von der Universität Umeå zum Ehrendoktor der Philosophie und zum Hedersprofessor der Gastronomie ernannt.
Er wurde zum Mitglied der Commanderie des Cordons Bleus de France  berufen und war Gründungsmitglied der Gastronomiska akademien. Außerdem wurde Wretman 2002 mit einer Gedenkbriefmarke in der Serie Schwedische Gastronomie geehrt.

## Bibliografie
- Ur främmande grytor. 1953.
- Menu. 1958.
- Svensk husmanskost. 1966, ISBN 91-7424-649-6.
- På tal om mat. 1970.
- Bjudningsboken I. 1973.
- Bjudningsboken II. 1974.
- Smörgåsbordet. 1976, ISBN 91-37-08249-3.
- The Swedish Smörgåsbord. 1970, ISBN 91-37-08251-5.
- Festmeny. 1980, ISBN 82-03-10747-8.
- Mat & minnen. 1987, ISBN 91-7160-834-6.
- Om den ärbara vällusten. 1988.
- Kökspojken. 1996, ISBN 91-518-3052-3.